# Victoria Ravva

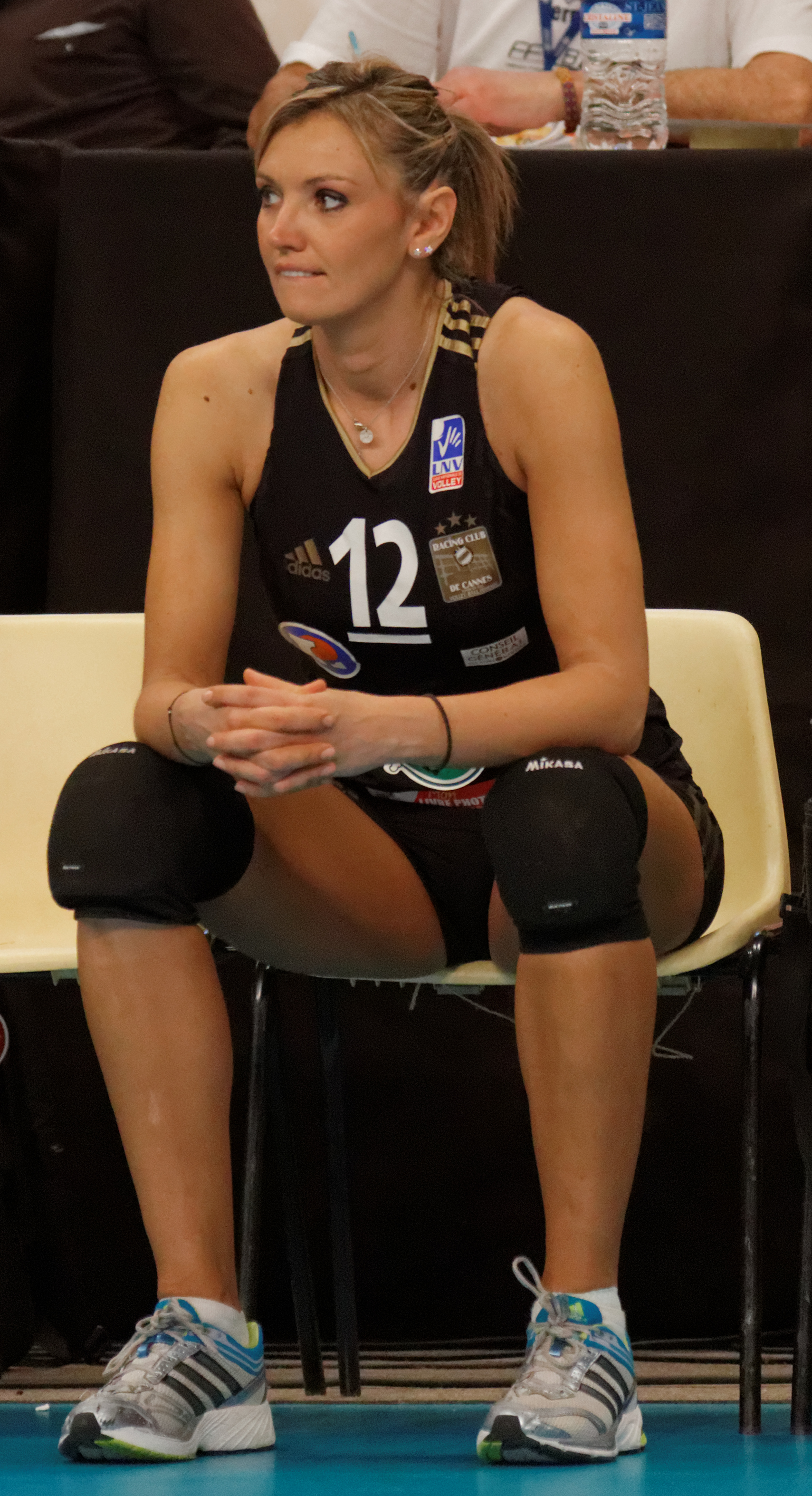
Victoria Ravva zawodniczką RC Cannes w sezonie 2012/2013

Victoria Ravva (ur. 31 października 1975 w Tbilisi w Gruzji) – francuska siatkarka pochodzenia gruzińskiego, reprezentantka Francji, grająca na pozycji środkowej.
Siatkówką zaczęła interesować się w wieku 14 lat, mieszkając jeszcze w Gruzji. Swoją karierę siatkarską zaczęła rozwijać w drużynach azerskich. Mając zaledwie 17 lat, podpisała kontrakt z tureckim zespołem VakıfBank Ankara. Jej karierą od początku kierował ojciec.
Swojego przyszłego męża Alexandre Jioshviliego poznała, gdy mieli po 8 lat. On także grał zawodowo w siatkówkę, przez całą swoją karierę grał we francuskich klubach. Ich córki bliźniaczki Kallista i Nina, urodzone w 2006 roku, grają w siatkówkę. W 2002 roku otrzymała obywatelstwo francuskie.
W latach 2019-2020 była dyrektorem generalnym RC Cannes.
Od 2020 roku jest pracownikiem biura w męskim klubie AS Cannes VB.

## Kariera klubowa
| Kariera juniorska | Kariera juniorska | Kariera juniorska | Kariera juniorska | Kariera juniorska | Kariera juniorska | Kariera juniorska | Kariera juniorska | Kariera juniorska | Kariera juniorska | Kariera juniorska |
| ----------------- | ----------------- | ----------------- | ----------------- | ----------------- | ----------------- | ----------------- | ----------------- | ----------------- | ----------------- | ----------------- |
| Lata              | Klub              |                   |                   |                   |                   |                   |                   |                   |                   |                   |
| 1989–1993         | Neftchi Baku      |                   |                   |                   |                   |                   |                   |                   |                   |                   |
| Kariera seniorska |                   |                   |                   |                   |                   |                   |                   |                   |                   |                   |
| Lata              | Klub              |                   |                   |                   |                   |                   |                   |                   |                   |                   |
| 1993–1995         | VakıfBank Ankara  |                   |                   |                   |                   |                   |                   |                   |                   |                   |
| 1995–2015         | RC Cannes         |                   |                   |                   |                   |                   |                   |                   |                   |                   |

## Sukcesy klubowe
Puchar Turcji:
- 1995

Liga turecka:
- 1995

Puchar Francji:
- 1996, 1997, 1998, 1999, 2000, 2001, 2002, 2003, 2004, 2005, 2006, 2007, 2008, 2009, 2010, 2011, 2012, 2013, 2014

Liga francuska:
- 1996, 1998, 1999, 2000, 2001, 2002, 2003, 2004, 2005, 2006, 2007, 2008, 2009, 2010, 2011, 2012, 2013, 2014, 2015

Liga Mistrzyń:
- 2002, 2003
- 2006, 2012
- 2010

## Nagrody indywidualne
- 2002: MVP turnieju finałowego Ligi Mistrzyń
- 2003: MVP turnieju finałowego Ligi Mistrzyń
- 2004: Najlepsza atakująca turnieju finałowego Ligi Mistrzyń
- 2005: Najlepsza punktująca turnieju finałowego Ligi Mistrzyń
- 2006: MVP turnieju finałowego Ligi Mistrzyń
- 2010: Najlepsza blokująca turnieju finałowego Ligi Mistrzyń